# Арден-он-те-Северн (Меріленд)
Арден-он-те-Северн (англ. Arden on the Severn) — переписна місцевість (CDP) в США, в окрузі Енн-Арундел штату Меріленд. Населення — 1881 особа (2020).

## Географія
Арден-он-те-Северн розташований за координатами 39°4′4″ пн. ш. 76°35′47″ зх. д. / 39.06778° пн. ш. 76.59639° зх. д. (39.067710, -76.596488).  За даними Бюро перепису населення США в 2010 році переписна місцевість мала площу 4,24 км², з яких 3,70 км² — суходіл та 0,54 км² — водойми.

## Демографія
Згідно з переписом 2010 року, у переписній місцевості мешкали 1953 особи в 748 домогосподарствах у складі 573 родин. Густота населення становила 461 особа/км².  Було 782 помешкання (184/км²).
Расовий склад населення:
| - 95,5 % — білих - 1,2 % — чорних або афроамериканців - 0,7 % — азіатів - 0,2 % — корінних американців - 0,1 % — вихідців з тихоокеанських островів |

До двох чи більше рас належало 2,2 %. Частка іспаномовних становила 2,3 % від усіх жителів.
За віковим діапазоном населення розподілялося таким чином: 20,6 % — особи молодші 18 років, 66,7 % — особи у віці 18—64 років, 12,7 % — особи у віці 65 років та старші. Медіана віку мешканця становила 43,5 року. На 100 осіб жіночої статі у переписній місцевості припадало 105,6 чоловіків;  на 100 жінок у віці від 18 років та старших — 101,2 чоловіків також старших 18 років.
Середній дохід на одне домашнє господарство  становив 124 692 долари США (медіана — 125 446), а середній дохід на одну сім'ю — 129 227 доларів (медіана — 127 321). За межею бідності перебувало 19,1 % осіб, у тому числі 27,9 % дітей у віці до 18 років та 0,0 % осіб у віці 65 років та старших.
Цивільне працевлаштоване населення становило 1197 осіб. Основні галузі зайнятості: публічна адміністрація — 19,6 %, освіта, охорона здоров'я та соціальна допомога — 19,1 %, будівництво — 13,3 %, виробництво — 11,4 %.